# Capnodium walteri
Capnodium walteri är en svampart som beskrevs av Sacc. 1893. Capnodium walteri ingår i släktet Capnodium och familjen Capnodiaceae.   Inga underarter finns listade i Catalogue of Life.